# Hallesches Tor (metrostation)
Hallesches Tor is een station van de metro van Berlijn, gelegen tussen het Landwehrkanaal en de Mehringplatz in de Berlijnse wijk Kreuzberg. Het metrostation bestaat uit twee delen: een viaductstation voor van lijn U1 en U3 en een ondergronds perron voor lijn U6. Het complex geniet in zijn geheel de monumentenstatus. Zijn naam dankt het station aan de Hallesches Tor (Hallepoort), een voormalige poort in de Berlijnse stadsmuur.
Het bovengrondse station Hallesches Tor opende op 18 februari 1902 als onderdeel van de eerste metrolijn in Berlijn. Het gebouw werd ontworpen door Hermann Solf en Franz Wichards in een stijl die zowel elementen van de neorenaissance als de neobarok in zich droeg. Op het ingangsportaal stonden twee torentjes gekroond met gevleugelde wielen, het embleem van de Hochbahngesellschaft. Het station met twee overdekte zijperrons bevindt zich in een bocht op de oever van het Landwehrkanaal; het zuidelijke perron hangt gedeeltelijk boven het kanaal.
Op 30 januari 1923 werd naast het reeds bestaande viaductstation een station voor de nieuwe Nord-Süd-Bahn (lijn C, nu U6) gebouwd. In tegenstelling tot de privaat geëxploiteerde Hochbahn was deze lijn echter eigendom van de stad Berlijn. Beide stations werden door een voetgangerstunnel met elkaar verbonden om overstappen mogelijk te maken. De afstand tussen de stations is groter dan gebruikelijk bij Berlijnse overstapstations, omdat het stadsbestuur weigerde de Belle-Alliance-Brücke te reconstrueren, wat voor een gunstigere locatie van het ondergrondse station nodig was. Tot april 1924 was Hallesches Tor het eindpunt van de noord-zuidlijn C.

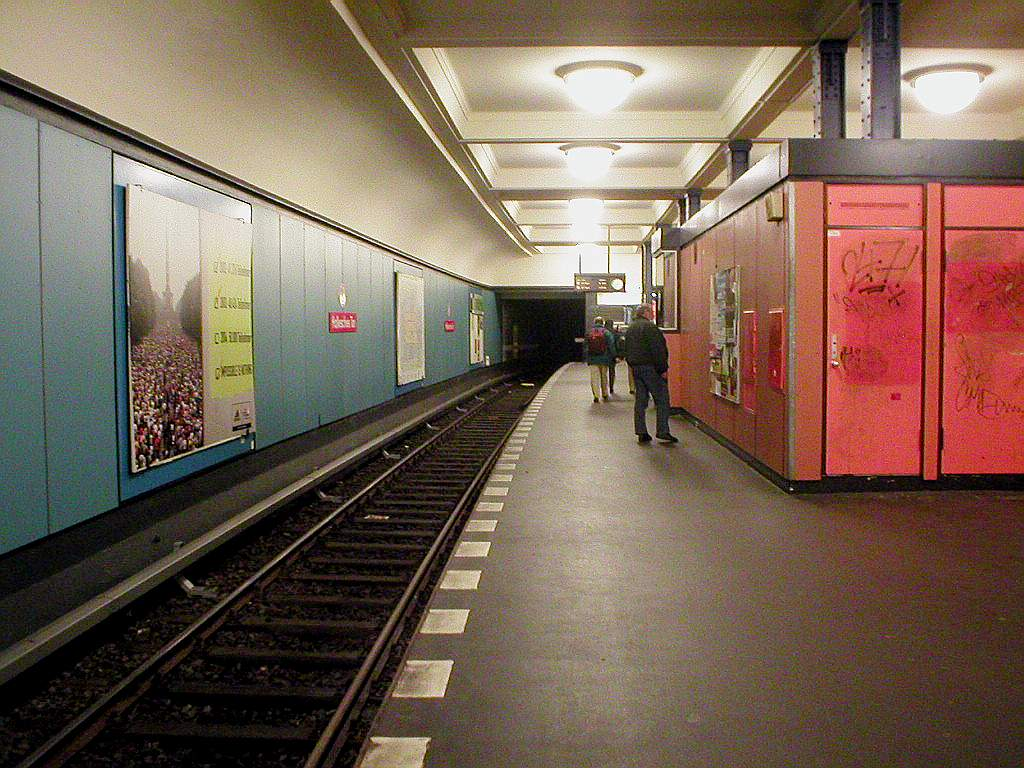
Het ondergrondse perron van lijn U6

Het reizigersaantal groeide door de overstapfunctie van het station en de perrons bleken te smal voor de passagiersstroom. In het midden van de jaren 1930 werd het viaductstation zodanig aangepast dat de perrons in breedte bijna verdubbelde. Stadsvervoerbedrijf BVG overwoog ook het station geheel te herbouwen, maar die plannen werden vanwege geldgebrek nooit verwezenlijkt.
De Tweede Wereldoorlog bracht met name het viaductstation ernstige schade toe. Nadat de dienst in april 1945 was stilgelegd konden vanaf 4 juli weer treinen gaan stoppen in het ondergrondse station. Bovengronds waren vanaf oktober 1945 houten noodperrons beschikbaar voor treinen in oostelijke richting. De herbouw van het viaductstation, in vereenvoudigde vorm, duurde nog vier jaar en kwam gereed op 2 oktober 1949.
In 1975-1976 werd het eilandperron van de U6 verlengd van 80 tot 110 meter, om langere treinen te kunnen ontvangen. Tegelijkertijd kregen de oorspronkelijk wit betegelde wanden een bekleding van blauwe asbestcementplaten.

## Historische foto's

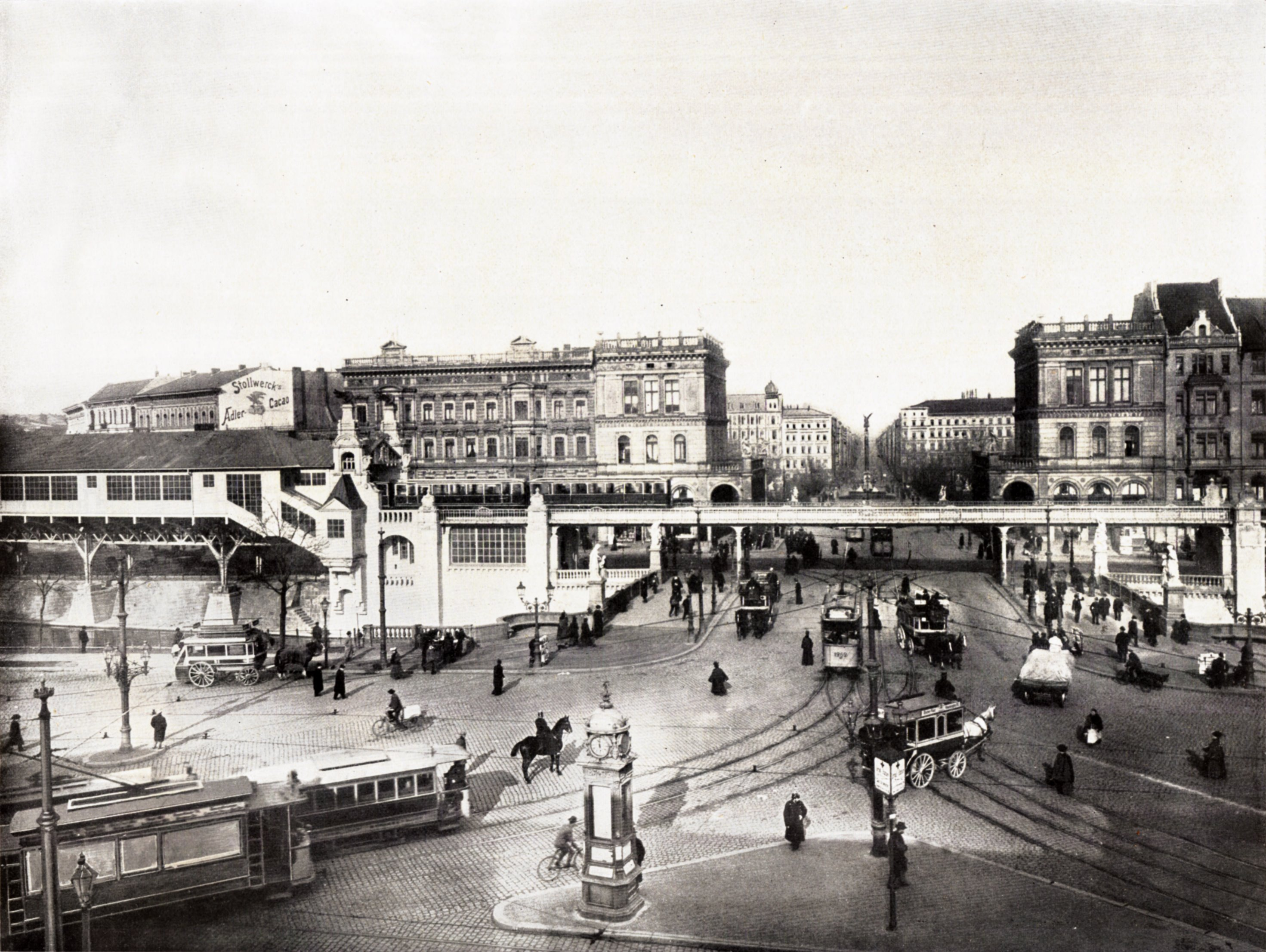
Station Hallesches Tor kort na de opening, gezien vanuit het zuiden
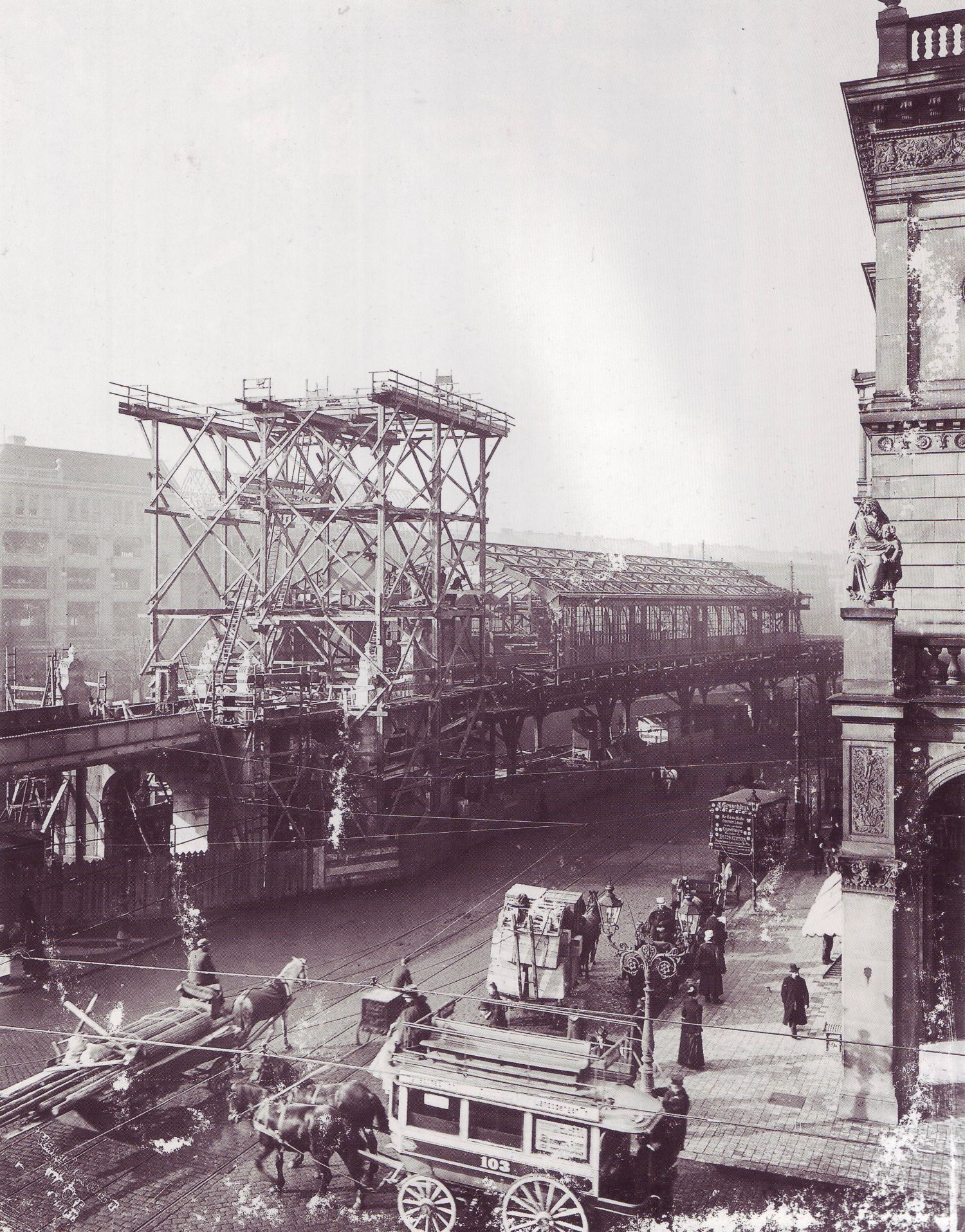
Het luchtstation in aanbouw